# علي سالم النحار
علي سالم عبيد بيت النحار المعروف باسم علي سالم النحار (مواليد 21 أغسطس 1992) هو لاعب كرة قدم عماني يلعب مع نادي ظفار في دوري المحترفين العماني كمدافع. مثّل منتخب عمان لكرة القدم.

## روابط خارجية
- علي سالم النحار على موقع الاتحاد الدولي (مؤرشف)  (الإنجليزية)
- علي سالم النحار على موقع قاعدة بيانات كرة القدم.إي يو (الإنجليزية)
- علي سالم النحار على موقع ناشيونال فوتبول تيمز (الإنجليزية)
- علي سالم النحار على موقع Soccerway.com (الإنجليزية)
- علي سالم النحار على موقع كووورة